# Miss Monde 2007
 (décembre 2015).
Si vous disposez d'ouvrages ou d'articles de référence ou si vous connaissez des sites web de qualité traitant du thème abordé ici, merci de compléter l'article en donnant les références utiles à sa vérifiabilité et en les liant à la section « Notes et références ».
Miss Monde 2007 est la 57e élection de Miss Monde qui s'est déroulée le 1er décembre 2007 à Sanya en Chine. Ce concours de beauté était animé par Fernando Allende et Angela Chow. 
La lauréate, Zhang Zilin succède à la tchèque, Taťána Kuchařová, Miss Monde 2006. Lors d'une conférence de presse le 7 juillet 2007, l'organisation Miss Monde annonce les candidates de l'édition de 2007 à partir du 2 novembre. Elles visiteront la préparation des Jeux olympiques d'été de 2008. Contrairement aux éditions 2005 et 2006, l'édition 2007 n'a pas mis de zone continentale dans la sélection des demi-finalistes.

## Classement final
| Résultat Final  | Candidates |
| --------------- | --- |
| Miss Monde 2007 | - Chine - Zhang Zilin |
| 1re dauphine    | - Angola - Micaela Reis |
| 2e dauphine     | - Mexique - Carolina Moràn |
| Top 5           | - Suède - Annie Oliv - Trinité-et-Tobago - Valene Maharaj |
| Top 16          | - Autriche - Christine Reiler - République dominicaine - Ada de la Cruz - Équateur - Valesko Saab - Ghana - Irene Dwomoh - Grenade - Vivian Burkhardt - Hong Kong - Kayi Cheung - Jamaïque - Yendi Phillips - Malaisie - Déborah Priya Henry - Porto Rico - Jennifer Guevera - États-Unis - Abigail McCary - Venezuela - Claudia Suàrez |

## Reines de beauté des continents
| Continents   | Candidates                           |
| ------------ | ------------------------------------ |
| Afrique      | - Angola - Micaela Reis              |
| Amériques    | - Mexique - Carolina Moràn           |
| Asie-Océanie | - Chine - Zhang Zilin                |
| Caraïbes     | - Trinité-et-Tobago - Valene Maharaj |
| Europe       | - Suède - Annie Oliv                 |

## Candidates
| Pays/Territoire représenté | Nom                               | Âge    | Taille | Continent    | Domicile            |
| -------------------------- | --------------------------------- | ------ | ------ | ------------ | ------------------- |
| Afrique du Sud             | Megan Kate Coleman                | 22 ans | 1,75 m | Afrique      | Hillcrest (en)      |
| Albanie                    | Elda Dushi                        | 18 ans | 1,76 m | Europe       | Tirana              |
| Allemagne                  | Janice Behrendt                   | 24 ans | 1,80 m | Europe       | Cottbus             |
| Angleterre                 | Georgia Faye Horsley              | 20 ans | 1,73 m | Europe       | Norton              |
| Angola                     | Micaela Patricia Reis             | 18 ans | 1,76 m | Afrique      | Benguela            |
| Argentine                  | Noelia Alejandra Bernal           | 18 ans | 1,77 m | Amérique     | Perico              |
| Aruba                      | Boyoura Martijn                   | 21 ans | 1,70 m | Caraïbes     | Rooi Master         |
| Australie                  | Caroline Louise Clowes Pemberton  | 21 ans | 1,82 m | Asie-Océanie | St.Ives             |
| Autriche                   | Christine Reiler                  | 25 ans | 1,71 m | Europe       | Mödling             |
| Bahamas                    | Anya Watkins                      | 21 ans | 1,70 m | Caraïbes     | Nassau              |
| Biélorussie                | Alena Aladka                      | 22 ans | 1,78 m | Europe       | Minsk               |
| Belgique                   | Halima Chehaima                   | 19 ans | 1,77 m | Europe       | Bruxelles           |
| Belize                     | Felicita "Leesha" Arzú            | 22 ans | 1,75 m | Amérique     | Orange Walk Town    |
| Bolivie                    | Sandra Lea Hernández Saavedra     | 22 ans | 1,74 m | Amérique     | Cochabamba          |
| Bosnie-Herzégovine         | Gordana Tomić                     | 17 ans | 1,78 m | Europe       | Tuzla               |
| Botswana                   | Malebogo Marumoagae               | 24 ans | 1,66 m | Afrique      | Tonota              |
| Brésil                     | Regiane Andrade                   | 23 ans | 1,73 m | Amérique     | São Bento do Sul    |
| Bulgarie                   | Paolina Racheva                   | 19 ans | 1,78 m | Europe       | Rousse              |
| Canada                     | Sara Ghulam                       | 18 ans | 1,77 m | Amérique     | Pickering           |
| Chili                      | Bernardita Zúñiga Huesbe          | 24 ans | 1,76 m | Amérique     | Viña del Mar        |
| Chine                      | Zhang Zi Lin                      | 23 ans | 1,82 m | Asie-Océanie | Shijiazhuang        |
| Chypre                     | Dora Anastasiou                   | 19 ans | 1,73 m | Europe       | Xylophagou          |
| Colombie                   | María José Torrenegra Ariza       | 23 ans | 1,76 m | Amérique     | Barranquilla        |
| Corée                      | Eun-Ju Cho                        | 24 ans | 1,68 m | Asie-Océanie | Pusan               |
| Costa Rica                 | Wendy del Carmen Cordero Sánchez  | 19 ans | 1,75 m | Amérique     | Cartago             |
| Croatie                    | Tajana Jeremić                    | 17 ans | 1,72 m | Europe       | Vukovar             |
| Curaçao                    | Mckeyla Antoinette Richards       | 19 ans | 1,80 m | Caraïbes     | Willemstad          |
| Danemark                   | Line Kruuse                       | 25 ans | 1,76 m | Europe       | Korsør              |
| Écosse                     | Nieve Jennings                    | 20 ans | 1,75 m | Europe       | Bishopbriggs        |
| Équateur                   | Valeska Alexandra Saab Gómez      | 23 ans | 1,72 m | Amérique     | Guayaquil           |
| Espagne                    | Natalia Zabala Arroyo             | 24 ans | 1,77 m | Europe       | San Sebastián       |
| États-Unis                 | Abigail McCary                    | 25 ans | 1,73 m | Amérique     | Denver              |
| Estonie                    | Kadi Sizask                       | 21 ans | 1,78 m | Europe       | Rapla               |
| Éthiopie                   | Mihret Abebe                      | 19 ans | 1,80 m | Afrique      | Teferi Kela         |
| Philippines                | Margaret Nales Wilson             | 18 ans | 1,75 m | Asie-Océanie | Bacolod             |
| Finlande                   | Linnea Eeric Annickki Aaltonen    | 19 ans | 1,68 m | Europe       | Porvoo              |
| France                     | Rachel Legrain-Trapani            | 20 ans | 1,72 m | Europe       | Saint-Quentin       |
| Pays de Galles             | Kelly-Louise Pesticcio            | 23 ans | 1,70 m | Europe       | Cardiff             |
| Géorgie                    | Tamar Nemsitsveridze              | 20 ans | 1,73 m | Europe       | Kutaisi             |
| Ghana                      | Irene Dwomoh                      | 21 ans | 1,78 m | Afrique      | Essikadu            |
| Gibraltar                  | Danielle Samantha Pérez           | 23 ans | 1,62 m | Europe       | Gibraltar           |
| Grenade                    | Vivian Charlott Burkhardt         | 21 ans | 1,70 m | Caraïbes     | Saint George's      |
| Grèce                      | Aikaterini Evangelinou            | 19 ans | 1,80 m | Europe       | Atenas              |
| Guadeloupe                 | Nancy Karen Fleurival             | 23 ans | 1,75 m | Caraïbes     | Les Abymes          |
| Guatemala                  | Hamy Nataly Tejeda Funes          | 22 ans | 1,77 m | Amérique     | Ciudad de Guatemala |
| Guyana                     | Candace Charles                   | 17 ans | 1,70 m | Amérique     | Stanleytown         |
| Hong Kong                  | Kayi Cheung                       | 23 ans | 1,64 m | Asie-Océanie | Hong Kong           |
| Hongrie                    | Krisztina Bodri                   | 21 ans | 1,70 m | Europe       | Budapest            |
| Inde                       | Sarah-Jane Dias                   | 24 ans | 1,75 m | Asie-Océanie | Bombay              |
| Indonésie                  | Kamidia Radisti                   | 23 ans | 1,69 m | Asie-Océanie | Bandung             |
| Îles Caïmans               | Rebecca Parchment                 | 25 ans | 1,78 m | Caraïbes     | West Bay            |
| Irlande                    | Bláthnaid McKenna                 | 21 ans | 1,75 m | Europe       | Kildare             |
| Irlande du Nord            | Melissa Jane Patton               | 20 ans | 1,76 m | Europe       | Belfast             |
| Islande                    | Jóhanna Vala Jónsdóttir           | 21 ans | 1,77 m | Europe       | Reikiavik           |
| Israël                     | Liran Kohener                     | 19 ans | 1,71 m | Europe       | Rishon-Letzion      |
| Italie                     | Giada Wiltshire                   | 17 ans | 1,82 m | Europe       | Lugo di Romagna     |
| Jamaïque                   | Yendi Phillips                    | 22 ans | 1,78 m | Caraïbes     | Kingston            |
| Japon                      | Rui Watanabe                      | 23 ans | 1,70 m | Asie-Océanie | Tokyo               |
| Kazakhstan                 | Dana Kaparova                     | 19 ans | 1,76 m | Europe       | Astana              |
| Kenya                      | Catherine Wangari Wainaina        | 22 ans | 1,73 m | Afrique      | Nyandarua           |
| Lettonie                   | Kristīne Djadenko                 | 23 ans | 1,73 m | Europe       | Riga                |
| Liban                      | Nadine Njeim                      | 20 ans | 1,80 m | Europe       | Beyrouth            |
| Lituanie                   | Jurgita Jurkuté                   | 22 ans | 1,77 m | Europe       | Vilna               |
| Macédoine du Nord          | Jana Stojanovska                  | 22 ans | 1,71 m | Europe       | Skopje              |
| Malaisie                   | Deborah Priya Henry               | 22 ans | 1,78 m | Asie-Océanie | Kuala Lumpur        |
| Malte                      | Stephanie Zammit                  | 22 ans | 1,75 m | Europe       | Żejtun              |
| Martinique                 | Vanessa Beauchaints               | 22 ans | 1,74 m | Caraïbes     | Ducos               |
| Maurice                    | Melody Selvon                     | 18 ans | 1,74 m | Afrique      | Flic en Flac        |
| Mexique                    | Carolina Morán Gordillo           | 19 ans | 1,78 m | Amérique     | Manzanillo          |
| Moldavie                   | Ina Codreanu                      | 22 ans | 1,71 m | Europe       | Chisinau            |
| Mongolie                   | Oyungerel Gankhuyag               | 22 ans | 1,77 m | Asie-Océanie | Oulan-Bator         |
| Monténégro                 | Marija Ćirović                    | 18 ans | 1,82 m | Europe       | Nikšić              |
| Namibie                    | Marichen Jolandi Luiperth         | 21 ans | 1,73 m | Afrique      | Swakopmund          |
| Népal                      | Sitashma Chand                    | 24 ans | 1,71 m | Asie-Océanie | Lalitpur            |
| Nigeria                    | Munachi Gail Teresa Abii Nwankwo  | 20 ans | 1,71 m | Afrique      | Owerri              |
| Norvège                    | Lisa-Mari Moen Jünge              | 19 ans | 1,77 m | Europe       | Molde               |
| Ouganda                    | Monica Kansiime Kasyate           | 21 ans | 1,73 m | Afrique      | Kampala             |
| Panama                     | Shey Ling Him Gordon              | 21 ans | 1,78 m | Amérique     | Ciudad de Panamá    |
| Paraguay                   | María de la Paz Vargas Morinigo   | 20 ans | 1,70 m | Amérique     | Fuerte Olimpo       |
| Pays-Bas                   | Melissa Sneekes                   | 24 ans | 1,68 m | Europe       | La Haye             |
| Pérou                      | Cinthya Jessenia Calderón Ulloa   | 19 ans | 1,70 m | Amérique     | Tacna               |
| Pologne                    | Karolina Zakrzewska               | 21 ans | 1,80 m | Europe       | Zielona Góra        |
| Porto Rico                 | Jennifer Guevara Campos           | 20 ans | 1,78 m | Caraïbes     | Orocovis            |
| République dominicaine     | Ada Aimée de la Cruz              | 21 ans | 1,80 m | Caraïbes     | San Cristóbal       |
| Tchéquie                   | Kateřina Sokolová                 | 18 ans | 1,77 m | Europe       | Přerov              |
| Roumanie                   | Elena Roxana Azoitei              | 19 ans | 1,78 m | Europe       | Constanza           |
| Russie                     | Tatiana Kotova                    | 22 ans | 1,76 m | Europe       | Rostov-on-Don       |
| Salvador                   | Silvia Michelle Melhado Rodríguez | 18 ans | 1,72 m | Amérique     | San Salvador        |
| Serbie                     | Mirjana Božović                   | 20 ans | 1,81 m | Europe       | Lajkovac            |
| Singapour                  | Roshni Kaur Soin                  | 21 ans | 1,73 m | Asie-Océanie | Singapour           |
| Sierra Leone               | Fatmata B. Turay                  | 20 ans | 1,73 m | Afrique      | Freetown            |
| Slovaquie                  | Veronika Husárová                 | 20 ans | 1,76 m | Europe       | Komárno             |
| Slovénie                   | Tadeja Ternar                     | 20 ans | 1,78 m | Europe       | Beltinci            |
| Sri Lanka                  | Romanthi Maria Colombage          | 23 ans | 1,70 m | Asie-Océanie | Colombo             |
| Suède                      | Annie Oliv                        | 20 ans | 1,77 m | Europe       | Gothenburg          |
| Suriname                   | Charisse Melany Moll              | 22 ans | 1,66 m | Amérique     | Paramaribo          |
| Swaziland                  | Nkosing'phile Dlamini             | 22 ans | 1,72 m | Afrique      | Manzini             |
| Tanzanie                   | Richa Maria Adhia                 | 19 ans | 1,70 m | Afrique      | Kariakoo            |
| Thaïlande                  | Kanokkorn Jaicheun                | 21 ans | 1,75 m | Asie-Océanie | Bangkok             |
| Trinité-et-Tobago          | Valene Maharaj                    | 21 ans | 1,73 m | Caraïbes     | St Margaret         |
| Turquie                    | Mukerrem Selen Soyder             | 20 ans | 1,76 m | Europe       | Ankara              |
| Ukraine                    | Lika Roman                        | 22 ans | 1,74 m | Europe       | Uzhgorod            |
| Venezuela                  | Claudia Paola Suárez Fernández    | 20 ans | 1,73 m | Amérique     | Mérida              |
| Viêt Nam                   | Đặng Minh Thu                     | 19 ans | 1,68 m | Asie-Océanie | Hanoï               |
| Zimbabwe                   | Caroline Marufu                   | 24 ans | 1,83 m | Afrique      | Bulawayo            |

## Déroulement de la cérémonie

### Prix attribués
- Best World Dress Designer :  Corée - Cho Eun-ju

## Challenge Events

### Miss Beach Beauty
- Gagnante: Ada de la Cruz ( République dominicaine)
- 1re dauphine: Yendi Phillips ( Jamaïque)
- 2e dauphine: Zhang Zilin ( Chine)
- Top 5: Jurgita Jurkuté ( Lituanie), Carolina Morán Gordillo ( Mexique)
- Top 21: Christine Reiler ( Autriche), Halima Chehaïma ( Belgique), Regiane Andrade ( Brésil), Mihret Abebe ( Éthiopie), Vivian Burkhardt ( Grenade), Giada Wiltshire ( Italie), Rui Watanabe ( Japon), Cho Eun-ju ( Corée), Nadine Njeim ( Liban), Deborah Priya Henry ( Malaisie), Oyungerel Gankhuyag ( Mongolie), Sarah-Jane Dias ( Inde), Natalia Zabala ( Espagne), Valene Maharaj ( Trinité-et-Tobago), Lika Roman ( Ukraine), Claudia Suárez ( Venezuela), Maggie Wilson ( Philippines)

### Miss Sports
- Gagnante: Abigail McCary ( États-Unis)
- 1re dauphine: Nieve Jennings ( Écosse)
- 2e dauphine: Annie Oliv ( Suède)
- 3e dauphine: Kelly-Louise Pesticcio ( Pays de Galles)
- Top 16: Elda Dushi ( Albanie), Alejandra Bernde ( Argentine), Rebecca Parchment ( Îles Caïmans), Kateřina Sokolová ( République tchèque), Kristina Bodri ( Hongrie), Johanna Vala Jondottie ( Islande), Yendi Phillips ( Jamaïque), Rui Watanabe ( Japon), Deborah Priya Henry ( Malaisie), Carolina Morán Gordillo ( Mexique), Mélissa Sneekes ( Pays-Bas), María de la Paz Vargas ( Paraguay)

### Beauty With A Purpose
- Gagnante: Valeska Saab ( Équateur) et Kayi Cheung ( Hong Kong)
- Top 5: Kamidia Radisti ( Indonésie), Yendi Phillips ( Jamaïque), Annie Oliv ( Suède)

### Miss Top Model
- Gagnante: Zhang Zilin ( Chine)
- 1re dauphine: Jennifer Guevera ( Porto Rico)
- 2e dauphine: Carolina Morán Gordillo ( Mexique)
- Top 7: Yendi Phillips ( Jamaïque), Dana Kaparova ( Kazakhstan), Valene Maharaj ( Trinité-et-Tobago), Claudia Suárez ( Venezuela)

### Miss Talent
- Gagnante: Irene Dwomoh ( Ghana)
- 1re dauphine: Nieve Jennings ( Écosse)
- 2e dauphine: Annie Oliv ( Suède)
- Top 16: Caroline Pemberton ( Australie), Sara Ghulam ( Canada), Dora Anastasiou ( Chypre), Georgia Horsley ( Angleterre), Danielle Samantha Pérez ( Gibraltar), Vivian Burkhardt ( Grenade), Kristina Bodri ( Hongrie), Sarah-Jane Dias ( Inde), Kamidia Radisti ( Indonésie), Yendi Phillips ( Jamaïque), Jana Stojanovska ( Macédoine), Stephanie Zammit ( Malte), Ina Codreanu ( Moldavie), Veronika Husárová ( Slovaquie), Kanokkorn Jaicheun ( Thaïlande)

## Observations